# Аллерханд, Филипп
Филипп Аллерханд (англ. Philipp Allerhand, 1899 — 1972) — новозеландский шахматист, вероятно, еврейского происхождения.
Уроженец Австро-Венгрии. Детство и молодость провел в Вене. После аншлюса Австрии смог уехать в Новую Зеландию, где оставался до конца жизни.
В 1940-х гг. входил в число сильнейших шахматистов Новой Зеландии. Неоднократно участвовал в чемпионатах страны и дважды становился победителем: в 1940 / 41 (турнир проходил в Тимару) и 1949 / 50 (турнир состоялся в Окленде) гг.

## Спортивные результаты
| Год         | Город      | Соревнование             | + | − | = | Результат | Место |
| ----------- | ---------- | ------------------------ | - | - | - | --------- | ----- |
| 1940 / 1941 | Тимару     | Чемпионат Новой Зеландии |   |   |   |           | 1     |
| 1949 / 1950 | Окленд     | Чемпионат Новой Зеландии |   |   |   |           | 1     |
| 1953 / 1954 | Веллингтон | Чемпионат Новой Зеландии |   |   |   |           | [ 1 ] |